# Z-19 (航空機)
Z-19
珠海エアショー2012において低空飛行を試みるZ-19
- 用途：偵察・攻撃
- 製造者：ハルビン飛機工業集団 (HAIG）
- 運用者： 中国（中国人民解放軍）
- 初飛行：2010年5月
- 運用開始：2012年
- 運用状況：現役

Z-19（拼音: zhíshēng-19, 簡: 直升-19、繁: 直昇-19）、別称 WZ-19（拼音: wǔzhí-19, 簡: 武直-19）は、ハルビン飛機工業集団有限責任公司（英: Harbin Aircraft Industry (Group) Co., Ltd. (HAIG)）が生産する、偵察/軽攻撃ヘリコプター。愛称はブラック・ホワールウィンド又はブラック・サイクロン（英: Black Whirlwind 又は Black Cyclone、簡: 黑旋风）。

## 開発経緯
Z-19は戦闘用にZ-9をベースに改造したものである。初飛行は2010年5月と言われている。初飛行を行った機体とは別の試作機が、2010年9月18日に墜落で失われたと報じられている。2011年6月には初めて目撃される。少なくとも1機のテールフィンは、T型配置に改造された。珠海エアショー2012で飛行展示され、これがZ-19の初の公開の場となった。2013年後半にはメインローターのマスト上にレーダーを搭載している機体が初めて目撃された。このレーダーを装備したバージョンは非公式にZ-19Aと呼称され、2017年9月に天津国際ヘリ博覧会で再び展示された。

## 特徴

### 機体
ベースとなったZ-9と比べ胴体の幅は狭く細身となっている。座席は前方にパイロット、後方に射撃手が座る、タンデム配置となっており、衝撃耐性を保持している。コックピットは防弾装甲板で防護されている。キャノピーは透明平板からなる。
メインローターとテールローターを含む尾部は外見上はZ-9と同じに見える。Z-9は中国がAS365ドーファンをライセンス生産したものであり、そのメインローターシステムは複合材製のスターフレックス・ヘッド（エラストメリックベアリングの一種）に複合材製の4枚ブレードを取り付けている。テール部には11枚ブレードを持つフェネストロンがある。フェネストロンの上方には大きな垂直安定板が付いている。フェネストロンの前方には水平安定板が付き、その両端には垂直安定板が付いている。

### エンジン
チュルボメカ アリエルのライセンス生産版であるWZ-8の改良型のWZ-8Gターボシャフトエンジンを2発搭載する。出力は単発で626キロワット、燃料搭載量は1,020リットル（269USガロン）とされている。

### アビオニクス
機首先端にはレーダー警報受信機（RWR）、電子光学/赤外線/レーザー目標指示ターレットを搭載する。メインローターマスト上部にミリ波レーダーを搭載するタイプ（Z-19Aと呼ばれている）が存在する。

### 武装
両翼合わせて4箇所の機外搭載品ステーションを有するスタブウイングには以下の兵装を搭載できる。
- 対戦車ミサイル：HJ-9/KD-9（英語版）、又はHJ-10/KD-10又はBA-21（英語版）[4]×最大8発
- 空対空ミサイル：TY-90/PL-90（英語版）
- ガンポッド：12.5ミリ又は23ミリ機関砲
- ロケット弾ポッド：直径70ミリ×18発

## 運用
Z-19は2012年に軍への配備が開始される。Z-19Aは2017年前半に限定的に軍への配備が始まった。2018年9月以来、かなりの数のZ-19は機首両サイドにミサイル警報装置（MAWS）、機首とコックピット前方に装甲板を追加する改修が行われている。

## 派生型
Z-19
基本型
Z-19A
メインローターマスト上部にミリ波レーダーを装備する型
Z-19E
輸出型

## 運用者
中国人民解放軍陸軍

## 性能諸元
輸出型Z-19Eのスペックが公開されている。
- 乗員：2名
- 全長：12.33 m (40.5 ft)
- 全高：3.72 m (12.2 ft)
- 胴体幅：1.05 m (3.4 ft)
- 小翼幅：3.96 m (13.0 ft)
- メインローター直径：12.00 m (39.37 ft)

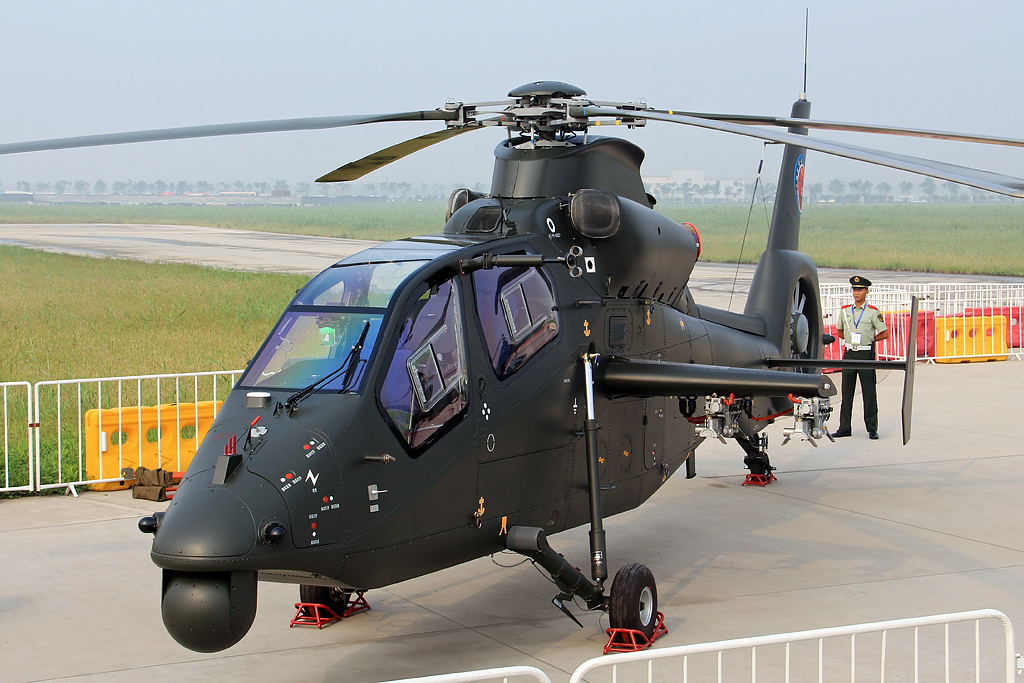
天津国際ヘリ博覧会2013において展示されるZ-19

- メインローター回転円盤面積：113.1 m2 (1,217 sq ft)
- 空虚重量：2,510 kg (5,530 lb)
- 最大離陸重量：3,650 kg (8,050 lb)（通常ミッション）
- 最大離陸重量：4,250 kg (9,370 lb)
- 最大燃料重量：820 kg (1,810 lb)
- エンジン：SAIC WZ-8G（626 kW (839 shp)×2）
- 最大巡航速度：132 kt (244 km/h)
- 上昇率：498 m/min（海面レベル）
- ホバリング高度：3,600 m (11,800 ft)（地面効果内）
- ホバリング高度：2,900 m (9,500 ft)（地面効果外）
- 航続距離：349 nm (646 km)

## 登場作品

### 小説
『東シナ海開戦』
第2巻『戦狼外交』にて414突撃隊がテロリストに占拠された客船へ突入するのを援護するために登場。2機がテロリストが持ち込んでいたMANPADSによる攻撃で撃墜された。